# Пенкин, Александр Кузьмич
Александр Кузьмич Пенкин (23 августа 1933, Пензенская область — 1981) — звеньевой механизированного звена совхоза «Вперед» Башмаковского района Пензенской области. Герой Социалистического Труда (31.12.1965).

## Биография
23 августа 1933 года в селе Громок Пензенской области родился Александр Кузьмич Пенкин.
Начал свою трудовую деятельность сразу после окончания семилетней школы. Пошёл работать плугарём, а через некоторое время попросился направить на обучение в машинно-тракторную станцию. Курсы с отличием завершил в 1950 году и стал работать в Соседской машиннотракторной станции трактористом.
В 1952—1955 гг. отслужил в Советской Армии.
После службы работал трактористом в колхозе «Октябрь» (1955 по 1960 гг), с марта 1960 года — в совхозе «Соседский» Башмаковского района.
В 1960 году Александр Кузьмич стал членом КПСС.
С 1963 года трудился в Громовском отделении совхоза «Вперед» Башмаковского района, звеньевым механизированного звена по выращиванию сахарной свеклы. Именно ему удалось внедрить скоростную обработку посевов. Его пример подхватили многие механизаторы области.
Результаты дождливой погоды 1965 года пришлось преодолевать с большим трудом. Самоотверженный труд механизаторов позволил с каждого гектара накопать по 300 центнеров маточной свеклы, фабричной — по 187. Себестоимость продукции вышла по 87 копеек, что было меньше плановых цифр на 34 копейки.
По итогам трудового 1965 года Пенкин был удостоен звания Герой Социалистического Труда с вручением ордена Ленина и золотой медали «Серп и Молот».
Умер в 1981 году.

## Награды
- Герой Социалистического Труда (31.12.1965)
- Орден Ленина (1965)